# کثرت‌گرایی ارزشی
کثرت‌گرایی ارزشی (به انگلیسی: value pluralism) که با نام کثرت‌گرایی اخلاقی یا کثرت‌گرایی معنوی نیز شناخته می‌شود، در اخلاق، به این ایده اشاره دارد که چندین ارزش وجود دارد که ممکن است به یک اندازه صحیح و اساسی باشند، اما در عین حال با یکدیگر در تضاد باشند. کثرت‌گرایی ارزشی فرض می‌کند که در بسیاری از موارد، چنین ارزش‌های ناسازگاری ممکن است غیرقابل قیاس باشند، به این معنا که هیچ ترتیب عینی از نظر اهمیت بین آن‌ها وجود ندارد. کثرت‌گرایی ارزشی در مقابل وحدت‌گرایی ارزشی قرار دارد، که بیان می‌کند تمام اشکال دیگر ارزش را می‌توان با یک شکل واحد سنجید یا به آن تقلیل داد.
کثرت‌گرایی ارزشی نظریه‌ای در فرااخلاق است، نه نظریه‌ای در اخلاق هنجاری، یا مجموعه‌ای از ارزش‌ها به خودی خود. آیزایا برلین فیلسوف و مورخ اندیشه‌های آکسفوردی به‌عنوان اولین کسی شناخته می‌شود که اثری قابل توجه در توصیف نظریه کثرت‌گرایی ارزشی عینی منتشر کرد و آن را مورد توجه دانشگاهیان قرار داد. این ایده مرتبط که ارزش‌های اساسی می‌توانند، و در برخی موارد با یکدیگر در تضاد هستند، در اندیشه ماکس وبر برجسته است و در مفهوم «چندخدایی» او منعکس شده است.

## زمینه
کثرت‌گرایی ارزشی جایگزینی برای نسبی‌گرایی اخلاقی و مطلق‌گرایی اخلاقی (که برلین آن را یگانه‌انگاری می‌نامید) است. نمونه‌ای از کثرت‌گرایی ارزشی این ایده است که زندگی اخلاقی یک راهبه با زندگی اخلاقی یک مادر ناسازگار است، اما هیچ معیار صرفاً عقلانی وجود ندارد که کدام یک ارجح باشد. بنابراین ارزش‌ها وسیله‌ای برای رسیدن به هدف هستند. علاوه بر این تصمیمات اخلاقی اغلب ترجیحات رادیکالی می‌گیرند زیرا نیازهای افراد متفاوت است. تصمیمات اخلاقی با محاسبات عقلانی متفاوتی گرفته می‌شوند که ارزش‌های اخلاقی منتسب به حقایق اخلاقی را تعیین می‌کنند.
کثرت‌گرایی ارزشی با نسبی‌گرایی ارزشی متفاوت است، زیرا کثرت‌گرایی محدودیت‌هایی را برای تفاوت‌ها می‌پذیرد، مانند زمانی که نیازهای حیاتی انسان نقض می‌شوند. دانشمندان علوم سیاسی اغلب بر اساس وجود چندین نظام ارزشی، جوامع را کثرت‌گرا می‌دانند. لیتونن می‌گوید که چنین جوامعی کثرت‌گرایی ارزشی را نشان می‌دهند.
اگر بتوان ارزش‌ها را با فضایل یا وظایف مقایسه کرد، آنگاه می‌توان به استدلال‌های فلسفه کلاسیک نیز اشاره کرد. برای مثال کانت به «تضاد وظایف» اشاره کرد و این موضوع را می‌توان در کتاب سیاستمدار افلاطون ردیابی کرد. او نوشت اگرچه هدف ممکن است «نه ارتقای بخشی از فضیلت، بلکه ارتقای کل آن باشد»، اما اغلب بخش‌های مختلف فضیلت «ممکن است با یکدیگر در جنگ باشند».